# ドラえもん3 のび太の町SOS!
『ドラえもん3 のび太の町SOS』（ドラえもんスリー のびたのまちエスオーエス）は、2000年7月28日にエポック社が発売したNINTENDO 64用ソフト。ジャンルはアクションゲーム。開発は株式会社エーアイ。

## 概要
『ドラえもん』を題材としたのNINTENDO64用ソフトの第3作であり、エポック社のNINTENDO64最後のソフト。システム・グラフィック面で一気に変更が加えられた。また本作オリジナルのひみつ道具としてハイパー空気砲が登場する。

## 物語
8月の終盤、夏休みの宿題をしていたのび太は、ふと空を見上げると隕石が3つに分かれるのを目撃する。隕石の落下地点へ急いで向かうと、しずか、ジャイアン、スネ夫の3人がその破片を手に集まっていた。その破片をくっつけてみると突然閃光が走り、のび太たちは町ごとほかの惑星へ転送されてしまう。さらに謎のロボット兵によって、町の人たちは得体の知れないスライムの中に閉じ込められる。唯一のび太以外にドラえもんが無事であったが、ほかの3人が行方知れずとなる。ドラえもんとのび太は3人と地球に戻る方法を探すため、その惑星を探索することを決意する。

## 登場人物
ドラえもん（声：大山のぶ代）
HPは8。スピードは普通。ジャンプ力は普通。泳ぐスピードが速い。
のび太（声：小原乃梨子）
HPは6。スピードは普通。ジャンプ力は普通。
しずか（声：野村道子）
HPは6。スピードは速い。ジャンプ力は高い。泳ぐスピードが速い。
スネ夫（声：肝付兼太）
HPは6。スピードは速い。ジャンプ力は高い。
ジャイアン（声：たてかべ和也）
HPは10。スピードは普通。ジャンプ力は普通。
ドラミ（声：横沢啓子）
64版では本作品が初登場。今回は異変に気付き、ドラえもんのためにさまざまな道具を持って駆けつける。
HPは8。スピードは普通。ジャンプ力は高い。泳ぐスピードが速い。
しずか、ジャイアン、スネ夫は序盤では敵側に洗脳されボスのパートナーとして登場し（ボスの名前は、シズター（しずか）、ジャイコング（ジャイアン）、スネンガー（スネ夫）である。）、倒した後（救出する）にプレイヤーキャラクターとして使用できる。ドラえもんは4つ目のエリアで誘拐されるが、ボスを倒すと救出することができる。ドラミは終盤より使用可能となる。

### ゲームオリジナルキャラクター
バグル帝王（声優：小原乃梨子）
のび太たちの町を始めとして、さまざまな惑星の都市や集落を自身の支配する惑星に強制転送した張本人。転送してきた都市の技術レベルを調査し、転送元の星を侵略しようと目論んでいる。その正体は、謎の生命体が取付いたメットをかぶってしまったノビルである。
ノビル（声優：小原乃梨子）
のび太たちの転送された惑星に住む、地上探索が趣味の男性。現在は行方不明となっている。
レイナ（声優：野村道子）
ノビルの双子の妹。最初はバグル軍によって監禁されているが、のび太とドラえもんに救出される。行方不明のノビルを案じている。
ツー博士
バグル軍によって監禁されている。転送装置の開発者で人のいい博士。
カー博士
バグル軍によって監禁されているツー博士の兄。偏屈だが悪人ではない。

## 舞台
全部で4つのエリアに分かれており、各エリアのボスを倒すことで次のエリアに進める。なお、各エリアにはダンジョン以外にいくつか町が存在する。

### エリア1
- のび太の町
- カレカの森 - レイナが囚われている。
- ドメロの洞窟 - カー博士が囚われている。
- グルンの山
- デゾンの湖
- ペピン星人の町 - ペンギンのような姿をした人々が住んでいる。ペピン星人に限らず、異星人と話す際にはほんやくこんにゃくが必要となる（地下都市の住人達は例外）。
- マリルの塔 - キークリスタルを4つ集めると入れるようになる。ボスは水のマスターであるシズター。倒すとしずかが仲間になる。

### エリア2
- 第1地下都市 - カー博士の家、ノビルとレイナの家がある。
- ザラハの砂漠
- ファバンの洞窟 - ツー博士が囚われている。
- デズの遊園地
- ミニック星人の町 - 小人の姿をした人々が住んでいる。建物も小さく、スモールライトを使わないと入れない。
- メタルドの塔 - シールド発生装置を3つ壊すと入れるようになる。ボスはメカのマスターであるスネンガー。倒すとスネ夫が仲間になる。

### エリア3
- 第2地下都市 - ツー博士の家がある。また、管理局長のツネーオが星のかけらを3つ要求してくる。
- リックスの湖
- キラフの森 - 中ボスのキラフがいる。
- ドラゴニア星人の町 - トカゲの姿をした人々が住んでいる。性格は凶暴で主人公が近づくと襲ってくるが、なりきりプレートを使うと襲ってこなくなる。また、ジーンマイクをリーダーに使うと、和解することができる。
- ポセドの海 - マジンが眠っている。
- ガロックの塔 - マジンを復活させ、防壁を破壊してもらうと入れるようになる。ボスは音のマスターであるジャイコング。倒すとジャイアンが仲間になる。

### エリア4
このエリアに入った時点でドラえもんがさらわれてしまい、しばらく使用不可能になる。なお、秘密道具は通常どおり使える。
- ラテナの洞窟
- コゴールの山
- ポピカ星人の町
- ミーレの塔 -  鏡のかけらを2つ集めると入れるようになる。ボスは時空のマスター（劇中では名前は判明しない）。姿がドラえもんに酷似しており、主人公達からはドラえもんの偽物と呼ばれる。倒すとドラえもんが復帰する。
- バグルステーション - 時空のマスターを倒した後に出現する。ただし、実際に入れるのはドラミを仲間にし、さらにハイパー空気砲を入手した後である。ボスはバグル帝王。